# Robin Pront
Robin Pront (Edegem , 1986) is een Vlaams filmregisseur.

## Biografie
Pront maakte in 2008 zijn eerste kortfilm Plan B met Manou Kersting en Jeroen Perceval in de hoofdrollen. In 2010  regisseerde hij een andere kortfilm Injury Time met Matthias Schoenaerts en Jeroen Perceval in de hoofdrollen. In 2012 werd Pront bekend bij het grote publiek door zijn deelname aan De Slimste Mens ter Wereld, bij dit tiende seizoen mochten 4 onbekende Vlamingen meedoen en Pront was er daar één van. In 2015 maakte hij zijn eerste langspeelfilm, D'Ardennen met hoofdrollen voor Kevin Janssens, Jeroen Perceval, Veerle Baetens en Jan Bijvoet.  Hij won hiervoor in 2016 de Ensor voor beste film en beste scenario. In 2016 en 2017 regisseerde hij de opnames van de vtm-televisieserie De Bende van Jan de Lichte. Hij regisseerde de film Zillion die in oktober 2022 in première ging en de succesvolste film van dat jaar werd. In het najaar van 2023 nam hij weer deel aan De Slimste Mens Ter Wereld, deze keer als bekende Vlaming. Hij bereikte hier de tweede finaleweek.
Zelf speelde Pront een gastrol in Callboys, geregisseerd door zijn collega Jan Eelen

## Filmografie

### Korte film
- Plan B (2008)
- 19u00 (2010)
- Injury Time (2010)

### Speelfilm
- D'Ardennen (2015)
- The Silencing (2020)
- Zillion (2022)

- Library of Congress Control Number: no2017035449
- Nederlandse Thesaurus van Auteursnamen: 400370867
- Système universitaire de documentation: 196910455
- Virtual International Authority File: 61145910054627020909
- WorldCat: E39PBJxGTqYXFm37tcC9b4r6rq